# Матан Бальтакса
Матан Бальтакса (івр. מתן בלטקסה‬; нар. 20 вересня 1995, Шохам, Ізраїль) — ізраїльський футболіст, півзахисник тель-авівського «Маккабі».

## Життєпис
Вихованець клубу «Хапоель» (Петах-Тіква). У 2015 році був переведений до першої команди клубу з Петах-Тікви. З 2015 по 2017 рік у чемпіонаті Ізраїлю зіграв 58 матчів та відзначився 7-ма голами. У 2017 році перейшов до гранда ізраїльського футболу, столичного «Маккабі». Проте через високу конкуренцію в команді шансу заграти в основі не отримав і 2018 року перейшов в оренду спочатку до клубу «Хапоель» (Акко), а згодом до «Бней-Єгуди».
2020 року повернувся до столичного «Маккабі».

## Титули і досягнення
- Володар Кубка Ізраїлю (3):

«Бней-Єгуда»: 2018-19
«Маккабі» (Тель-Авів): 2020-21
«Хапоель» (Беер-Шева): 2024-25
- Володар Суперкубка Ізраїлю (4):

«Маккабі» (Тель-Авів): 2019, 2020, 2024
«Хапоель» (Беер-Шева): 2025
- Володар Кубка Тото (3):

«Маккабі» (Тель-Авів): 2017-18, 2020, 2023-24